# Andre Royo
Andre Royo (né le 18 juillet 1968 dans le Bronx) est un acteur américain. Il est connu pour avoir interprété le personnage de Bubbles (en) dans la série de HBO The Wire.

## Biographie
Né de parents afro-américains et cubains, Royo a suivi les cours de la Mount Saint Michael Academy dans le Bronx de 1982 à 1986 en même temps que Sean Combs.
Il fait partie du collectif d'artistes fondé par David Guy Levy, The Doomed Planet.
Andre Royo a une fille, Stella issu de son premier mariage avec Jane Choi.

## Filmographie

### Cinéma

#### Courts métrages
- 2001 : Big Bank Take Little Bank : Fruity Pebblez
- 2003 : Freeway: What We Do (vidéo) : [Qui ?]
- 2005 : Jesus Children of America : Sammy
- 2005 : Kiss and Run : Dave
- 2006 : Uncle Pop : Pop
- 2006 : The Saint of Avenue B : James
- 2006 : Coda de Zeresenay Mehari : Painter
- 2008 : T Takes: Andre Royo (vidéo) : The Guest in Room 128
- 2008 : T Takes: Room 128 (vidéo) : The Guest in Room 128
- 2009 : Chains de Marcus Stokes : Derrick
- 2010 : MashUpPiece Theater: The Wire/Trailer Park Boys : Reginald "Bubbles" Cousins
- 2011 : Be Seen Be Heard : [Qui ?]
- 2011 : Bright de Benjamin Busch : Jager
- 2012 : The Wire: The Musical : Reginald 'Bubbles' Cousins
- 2013 : His New Hands : Coach Joe
- 2013 : Low Expectations : Roy
- 2015 : Share de Pippa Bianco : Krystal's Teacher

#### Longs métrages
- 1998 : I Love L.A. (L.A. Without a Map) de Mika Kaurismäki : Music Store Clerk #2
- 2000 : Shaft de John Singleton : Tattoo
- 2001 : Perfume de Michael Rymer et Hunter Carson : Posse Member
- 2002 : G de Christopher Scott Cherot : Tre
- 2004 : Men Without Jobs : Junie
- 2005 : Les Enfants invisibles (All the Invisible Children) (segment "Jesus Children of America") de Spike Lee : Sammy
- 2005 : Jellysmoke : Paul
- 2005 : Fat Cats : Number Man
- 2006 : 5up 2down : Benny
- 2007 : All About Us de Christine Swanson: Mike
- 2008 : August d'Austin Chick : Dylan Gottschalk
- 2009 : 21 and a Wake-Up : Dr Jim West
- 2009 : The Mercy Man : Tad
- 2011 : Super de James Gunn : Hamilton
- 2012 : Red Tails d'Anthony Hemingway : Antwan "Coffee" Coleman
- 2012 : The Collection de Marcus Dunstan : Wally
- 2012 : Hellbenders (en) de  J. T. Petty : Stephen
- 2012 : Unités d'élite : Daniel Maldonado
- 2012 : Aftermath de Peter Engert : Rob
- 2013 : A Miracle in Spanish Harlem : Tyrone
- 2013 : Calloused Hands : Byrd
- 2013 : The Spectacular Now de James Ponsoldt : M. Aster
- 2014 : Una Vida: A Fable of Music and the Mind : Kenny
- 2015 : Shoedog : Antoine
- 2015 : Billy Boy de Bradley Buecker (en) : M. Adams
- 2015 : Lila and Eve de Charles Stone III (en) : Skaketti
- 2016 : Hunter Gatherer : Ashley Douglas
- 2018 : My Beautiful Boy (Beautiful Boy) de Felix Van Groeningen : Spencer
- 2018 : Prospect de Zeek Earl et Christopher Caldwell : Oruf
- 2022 : To Leslie de Michael Morris (en) : Royal

### Télévision

#### Téléfilms
- 2012 : Smith and Wesson de Ryan Wade Howard : Wesson
- 2012 : Bigfoot de Bruce Davison : Al Hunter
- 2013 : Shrader House : Councilman Scott

#### Séries télévisées
- 1999 : New York 911 (Third Watch (saison 1, épisode 02 : Dure journée) : Diop
- 1999 : New York, police judiciaire (Law and Order) (saison 9, épisode 13 : Chasseurs de primes) : Gil Freeman
- 2000 : Wonderland (saison 1, épisode 01 : Pilot) : Psychiatric patient (non-crédité)
- 2002 : New York, section criminelle (Law and Order: Criminal Intent) (saison 1, épisode 13 : Le Sens du devoir) : Riley
- 2002 - 2008 : Sur écoute (The Wire) (52 épisodes) : Reginald "Bubbles" Cousins
- 2003 : New York, unité spéciale (Law and Order: Special Victims Unit) (saison 5, épisode 04 : L’Affaire Cabot) : Felix Santos
- 2004 : The Jury (saison 1, épisode 04 : Jamais innocent) : Naadia Azhar
- 2005 : Les Experts : Miami (CSI: Miami) (saison 3, épisode 22 : Dernier Match) : Julio Pena
- 2005 : Cuts : George
  - (saison 1, épisode 01 : Cutting Corners)
  - (saison 1, épisode 03 : Keeping It Real)
  - (saison 1, épisode 06 : The Hook Up)
- 2007 : New York, section criminelle (saison 6, épisode 14 : Motus et bouche cousue) : Luther Pinkston
- 2008 : Esprits criminels (Criminal Minds) (saison 4, épisode 05 : Sur la route) : Armando Salinas
- 2008 : Heroes : Stephen Canfield
  - (saison 3, épisode 02 : L'Effet papillon)
  - (saison 3, épisode 05 : Des anges et des monstres)
- 2008 : Terminator : Les Chroniques de Sarah Connor (Terminator: The Sarah Connor Chronicles) : Sumner
  - (saison 1, épisode 06 : La Boîte de Pandore)
  - (saison 1, épisode 08 : Sabotage)
- 2009 : Les Experts : Manhattan (CSI: NY) (saison 6, épisode 02 : Liste noire) : Big Willie Brown
- 2009 : Numbers (saison 5, épisode 11 : La Flèche du temps) : Tim Pynchon
- 2010 : The Whole Truth (saison 1, épisode 03 : Juge et Partie) : Eric Santiago
- 2010 : Party Down (saison 2, épisode 08 : Joel Munt's Big Deal Party) : Scott
- 2010 - 2011 : Fringe : Henry Arliss Higgins
  - (saison 3, épisode 01 : Prise au piège)
  - (saison 3, épisode 07 : Candy Man)
  - (saison 3, épisode 18 : La Lignée)
- 2011 : How to Make It in America (saison 2, épisode 02 : Dedans ou dehors) : Kevin
- 2011 : Memphis Beat (saison 1, épisode 09 : Ten Little Memphians) : Ronnie
- 2011 : Svetlana (saison 2, épisode 11)
- 2012 : Key and Peele (saison 2, épisode 07) : Bully's Dad
- 2012 : Prime Suspect (saison 1, épisode 13 : Une garde trop rapprochée) : Santana Cordero
- 2013 : In Security (mini-série) : Lyle
- 2013 : NTSF:SD:SUV (saison 3, épisode 09 : Trading Faces) : Otis
- 2013 : Elementary (saison 1, épisode 18 : Watson mène l'enquête) : Thaddeus
- 2013 - 2014 : Bob's Burgers : 
  - (saison 3, épisode 11 : Nude Beach) : Andre Royo (voix)
  - (saison 5, épisode 02 : Tina and the Real Ghost) : Marcus (voix)
- 2014 : Kingdom (saison 1, épisode 09 : Cut Day)
- 2014 : Hand of God (saison 1, épisode 01 : Pilot) : Robert 'Bobo' Boston
- 2015 : Happyish (saison 1, épisode 02) : Barry
- 2015 : Agent Carter (saison 1, épisode 01 : Now Is Not the End) : Spider Raymond
- 2015 - 2020 : Empire : Thirsty